# Pechos explosivos
La leyenda urbana de los pechos explosivos es la que cuenta que a una mujer famosa en un viaje de avión le explotan los pechos operados. Generalmente se le atribuye este accidente a personas populares y famosas. Esta leyenda es muy conocida en Estados Unidos, Colombia, Italia y España. Se le atribuye el suceso a personas famosas como Ana Obregón o Brigitte Nielsen, entre otras.

## Origen
Parece ser que tiene su origen en Estados Unidos, donde una firma corsetera comercializaba en los años 1960 un sostén inflable mediante una válvula. En la década de 1970 circuló el rumor de que cuando los aviones perdían presión este se inflaba de forma desmesurada hasta explotar. Este rumor fue un caldo de cultivo perfecto para adaptarla a la nueva generación de pechos artificiales como los implantes de silicona que se empezaron a poner en Estados Unidos. Desde este país la leyenda salta a Colombia, a Italia y España, hasta el extremo que en el caso del primero el periódico colombiano El Espectador incluía en una edición de 1985 como noticia que a una azafata le habían explotado los pechos a 15.000 pies de altura. En España muy próximo en el tiempo se tiene el caso de Ana Victoria García Obregón, una de las pioneras en colocarse implantes de silicona, que llenó páginas de revistas, periódicos y programas televisivos con la supuesta noticia. Incluso el dúo humorístico Martes y Trece parodió esta situación en un sketch recreando la escena de Ana en el avión.

## Base científica
La posibilidad de que unas prótesis de pecho (sean de silicona o de suero salino) exploten en un avión es nula. El cambio de volumen de un implante (incluso en el caso de una despresurización en la cabina del avión) es tan pequeño que de ninguna manera afectaría a la integridad de la prótesis.